# Люляково (Добричская область)
Люляково (болг. Люляково) — село в Болгарии. Находится в Добричской области, входит в общину Генерал-Тошево. Население составляет 550 человек.
Село Люляково находится в 5 км от административного центра общины — города Генерал-Тошево на автодороге в город Каварна.

## Политическая ситуация
Кмет (мэр) общины Генерал-Тошево — Димитр Михайлов Петров (коалиция в составе 2 партий: Политическое движение социал-демократов (ПДСД), Болгарская социалистическая партия (БСП)) по результатам выборов в правление общины.